# Martin Kalenda
Martin Kalenda (* 7. dubna 1970) je bývalý český fotbalista, záložník.

## Fotbalová kariéra
Začínal v Kolíně, ligu hrál za Spartu Praha a za RH/SKP Union Cheb. Se Spartou získal v roce 1989 mistrovský titul. V československé lize nastoupil ve 34 utkáních a dal 4 góly.

## Ligová bilance
| Ročník                                   | Zápasy | Góly | Klub           |
| ---------------------------------------- | ------ | ---- | -------------- |
| 1. československá fotbalová liga 1988/89 | 3      | 0    | Sparta Praha   |
| 1. československá fotbalová liga 1989/90 | 4      | 1    | RH Cheb        |
| 1. československá fotbalová liga 1990/91 | 25     | 2    | SKP Union Cheb |
| 1. československá fotbalová liga 1991/92 | 2      | 1    | SKP Union Cheb |
| LIGA CELKEM                              | 34     | 4    |                |